# 格魯烏特種部隊
格魯烏特種部隊（俄语：Спецназ ГРУ）是俄羅斯聯邦武裝力量總參謀部情報總局（格魯烏）第八处旗下的特別用途單位。它是蘇聯／俄羅斯最早成立的現代特種部隊，比起克格勃和內務部的同類單位還要早20年出現，並參與了自1979年阿富汗戰爭以來幾乎每一場俄羅斯參與過的戰爭。格魯烏特種部隊的出現也啟發了克格勃和內務部等政府部門建立自己的特別用途單位。
2010年俄羅斯軍事改革中，格魯烏特種部隊遭解散，分隸俄羅斯陸軍各師。不過於2013年，部份單位又再次歸入格魯烏指揮。
與2009年成立的俄羅斯聯邦武裝力量特種作戰部隊（SSO）不同的是，SSO是直屬俄羅斯國防部的特種作戰部隊，不隸屬俄羅斯海陸空三軍，且在戰術上和裝備上都參考了西方國家的特種部隊。格魯烏所屬的特別用途單位更為普遍地擔任類似偵察兵的角色，而SSO則擔任更進階的特種作戰和反恐任務。

## 歷史
苏联在20世纪40年代的苏德战争中组建了很多侦察部队，这是苏联特种部队的前身，1949年，苏联成立了第一个独立特种侦察连，苏联的特种部队正式组建，该独立特种侦察连的任务是在作战时深入敌后摧毁地方的核武器与核武器发射设施，例如美国的MGM-1导弹、MGR-3导弹。1950年10月24日，苏联国防部长华西列夫斯基元帅命令：凡是没有建立由格鲁乌直辖的侦察队的诸兵种合成集团军、机械化集团军和各大军区，都必须组建一个120人的独立特种兵连，由格鲁乌管辖，兵力有5500人。
1961年夏，苏联国防部在列宁格勒军区组织了一次特种兵汇报演习，苏共中央总书记尼基塔·赫鲁晓夫在最后一天观摩了特种兵的侦察、爆破、伞降和战术演练。
在戰爭時期，格魯烏特種部隊的主要任務是要穿著軍服或平民服裝滲透到敵後，並在敵對行動開始前或開始時對敵方實施破壞行動（通常會針對如北約的重要通信物流中心等高價值目標進行破壞），並刺殺對敵方重要的政府領導人和軍事人物。
在蘇聯時期，格魯烏特種部隊的隊員必需完成以下訓練：武器操作、速降、炸藥的使用、射擊、反恐、空降訓練、徒手格鬥、攀登、潛水、水下格鬥、長距離射擊、急救訓練，以及拆彈。
格魯烏特種部隊（第154獨立支隊）連同克格勃的阿爾法小組及温佩爾小組參與了著名的333風暴行動，最終成功擊斃阿富汗人民民主党总书记哈菲佐拉·阿明。
蘇聯解體後，原蘇軍所屬的特別用途單位被各個繼承國所繼承，並被改編為新的部隊，當中由俄羅斯繼承的單位繼續受俄羅斯聯邦武裝力量總參謀部情報總局（格烏）所指揮。格烏的特別用途單位都在兩次車臣戰爭、2008年南奧塞梯戰爭、敘利亞內戰和頓巴斯戰爭等武裝衝突當中扮演重要角色。
於2003年，俄軍創立了由車臣人組成的扎帕德和沃斯托克特別營並交由格魯烏指揮，不過由於這些車臣士兵和車臣領導人拉姆贊·卡德羅夫之間血腥的政治鬥爭而導致該兩支部隊後來於2008年解散。
2022年，格魯烏特種部隊參與入侵烏克蘭。根據外流的美國機密文件指出，多個參戰的GRU特別用途單位皆承受了嚴重傷亡，這跟俄軍重度依賴特種部隊和精銳單位參與前線作戰任務有關。

## 部隊組成
以下是目前俄羅斯聯邦武裝力量擁有，並受格魯烏指揮的特種部隊單位：

### 俄羅斯陸軍
- 西部軍區
  - 第2獨立近衞特別用途旅（英语：2nd Guards Spetsnaz Brigade）（總部位於普斯科夫州普羅梅日察）
    - 隊部
      - 信號連（2個連）
      - 支援連

    - 第70特別用途分隊
    - 第329特別用途分隊
    - 第700特別用途分隊
    - 訓練營（2個連）

  - 第16獨立近衞特別用途旅（俄语：16-я отдельная гвардейская бригада специального назначения）（總部位於坦波夫）
    - 隊部
      - 爆炸品處理連
      - 信號連
      - 後勤連

    - 第370特別用途分隊
    - 第379特別用途分隊
    - 第585特別用途分隊
    - 第664特別用途分隊
    - 第669特別用途分隊
- 南部軍區
  - 第10獨立近衞特別用途旅（總部位於克拉斯諾亞爾斯克邊疆區莫爾基諾）
    - 隊部
      - 信號連
      - 特別武器連
      - 支援連
      - 後勤連
      - 軍犬單位

    - 第325特別用途分隊
    - 第328特別用途分隊
    - 訓練營（2個連）

  - 第22獨立近衞特別用途旅（總部位於羅斯托夫州斯蒂普諾伊）[9]
    - 隊部
      - 信號連
      - 特別武器連
      - 支援連
      - 後勤連
      - 工兵連

    - 第108特別用途分隊
    - 第173特別用途分隊
    - 第305特別用途分隊
    - 第411特別用途分隊

  - 第346獨立近衞特別用途旅（總部位於普羅赫拉德內）
  - 第25獨立特別用途團
- 中央軍區
  - 第3獨立近衞特別用途旅（英语：3rd Guards Spetsnaz Brigade）（總部位於陶里亞蒂）
    - 隊部
      - 信號連
      - 特別武器連
      - 支援連
      - 後勤連

    - 第509特別用途分隊
    - 第510特別用途分隊
    - 第512特別用途分隊
    - 第330特別用途分隊
    - 第501特別用途分隊
    - 第503特別用途分隊
    - 訓練營（2個連）

  - 第24獨立近衞特別用途旅（英语：24th Separate Guards Special Forces Brigade）（總部位於伊爾庫茨克）
    - 隊部
      - 信號連
      - 特別武器連
      - 後勤連

    - 第281特別用途分隊
    - 第294特別用途分隊
    - 第641特別用途分隊
- 東部軍區
  - 第14獨立近衞特別用途旅（俄语：14-я отдельная гвардейская бригада специального назначения）（總部位於烏蘇里斯克）
    - 隊部
      - 信號連
      - 後勤連

    - 第282特別用途分隊
    - 第294特別用途分隊
    - 第308特別用途分隊
    - 訓練營（2個連）

### 俄羅斯空降軍
- 第45獨立近衛特別用途旅

### 俄羅斯海軍
- 海上特種偵察點
  - 第42海上特種偵察點（太平洋艦隊）
  - 第420海上特種偵察點（北方艦隊）
  - 第431海上特種偵察點（黑海艦隊）
  - 第561海上特種偵察點（波羅的海艦隊）
  - 第137海上特種侦察点（里海舰队）

## 已知裝備
格魯烏特種部隊配備各種現役俄軍武器及裝備。

### 個人武器

#### 步槍／卡賓槍
| 武器名稱 | 原產地        | 備註                                                               |
| -------- | ------------- | ------------------------------------------------------------------ |
| AK-74    | 苏联／ 俄羅斯 | 包括衍生型：AK-74N、AKS-74、AK-74M；可裝上GP-25／30／34榴彈發射器  |
| AKM      | 苏联          | 包括衍生型：AKMN、AKMS；可裝上PBS-1消音器及GP-25／30／34榴彈發射器 |
| AKS-74U  | 苏联          | 可裝上PBS-4消音器及BS-1消音榴彈發射器；大部份均已撤裝              |
| AK-103   | 俄羅斯        | 可裝上PBS-1消音器及GP-25／30／34榴彈發射器                         |
| AK-105   | 俄羅斯        | -                                                                  |
| AK-12    | 俄羅斯        | 可裝上GP-25／30／34榴彈發射器                                      |
| AK-15    | 俄羅斯        | 可裝上GP-25／30／34榴彈發射器                                      |
| AN-94    | 俄羅斯        | 可裝上GP-25／30／34榴彈發射器                                      |
| AS巨浪   | 苏联          | 消音突擊步槍                                                       |
| APS      | 苏联          | 主要由海軍特種部隊及戰鬥蛙人使用                                   |
| ADS      | 俄羅斯        | 主要由海軍特種部隊及戰鬥蛙人使用                                   |

#### 狙擊步槍
| 武器名稱     | 原產地 | 備註                         |
| ------------ | ------ | ---------------------------- |
| SVD          | 苏联   | -                            |
| VSS溫托雷斯  | 苏联   | 消音狙擊步槍                 |
| SV-98        | 俄羅斯 | -                            |
| SVL          | 俄羅斯 | -                            |
| 奧爾西T-5000 | 俄羅斯 | -                            |
| 斯泰爾SSG 08 | 奥地利 | 主要由空降軍特別用途單位使用 |

#### 機槍
| 武器名稱    | 原產地 | 備註 |
| ----------- | ------ | ---- |
| RPK-74      | 苏联   | -    |
| PKM         | 苏联   | -    |
| PKP佩切涅格 | 俄羅斯 |      |

#### 手槍
| 武器名稱   | 原產地 | 備註          |
| ---------- | ------ | ------------- |
| PM         | 苏联   | 包括衍生型PB  |
| APS        | 苏联   | 包括衍生型APB |
| MP-443烏鴉 | 俄羅斯 | -             |
| NRS        | 苏联   | 匕首槍        |

#### 反裝甲武器
| 武器名稱    | 原產地        | 備註   |
| ----------- | ------------- | ------ |
| RPG-7       | 苏联          | 可重用 |
| RPG-18      | 苏联          | 一次性 |
| RPG-22      | 苏联          | 一次性 |
| RPG-26      | 苏联          | 一次性 |
| RPG-27      | 苏联          | 一次性 |
| RPG-28      | 俄羅斯        | 一次性 |
| RPG-30      | 俄羅斯        | 一次性 |
| RPG-32      | 俄羅斯 · 约旦 | 一次性 |
| RPO-A大黃蜂 | 苏联          | 一次性 |

### 個人裝備
- 戰鬥服
  -  Tactical Performance系列迷彩作戰服（Multicam及ATACS AU樣式）
  -  勇士單兵作戰系統VKBO作戰服（EMR樣式）
- 防彈盔
  -  6B7-1M
  -  6B47
  -  LShZ-1+
  -  5.45 Design Spartan系列
- 戰術背心
  -  Smersh戰術胸掛
  -  6Sh112
  -  6Sh117
- 攜板背心
  -  6B45
  -  Gear Craft及其他公司生產的型號
- 抗噪耳機
  -  6M2
  -  6M2-1
  -  3M Peltor Comtac XPI
  -  Ops-Core AMP仿製品
- 潛水器材（主要由海軍特種部隊和戰鬥蛙人所使用）
- 夜視儀
- 無線電

## 圖片

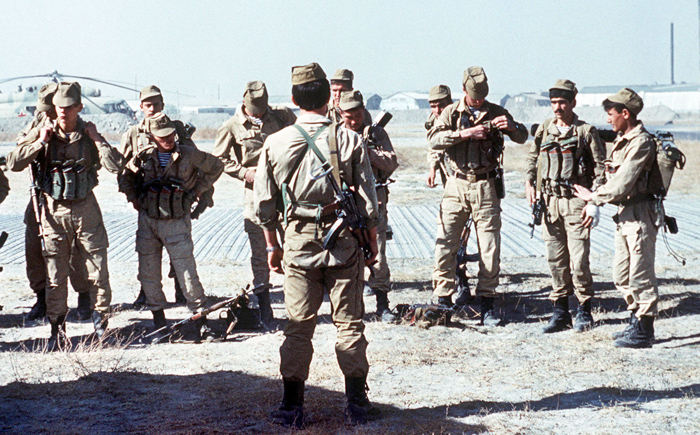
1979年阿富汗戰爭期間的格魯烏特種部隊士兵
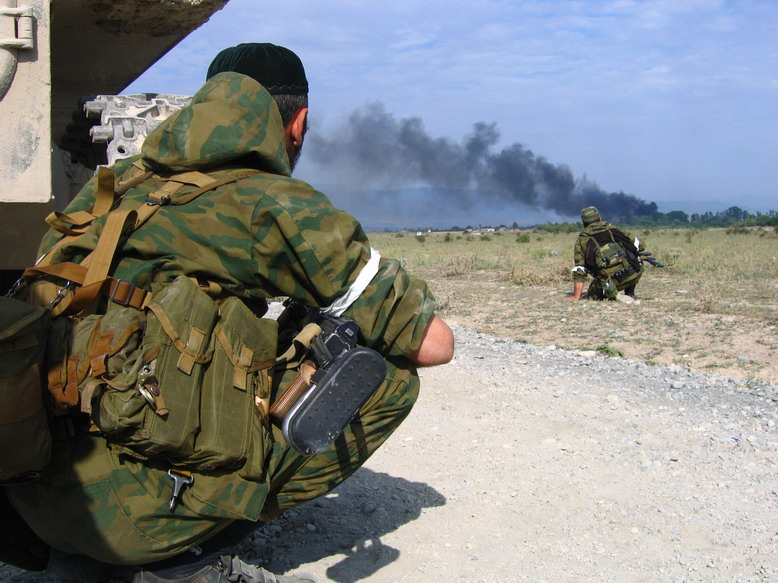
沃斯托克特別營的車臣裔士兵
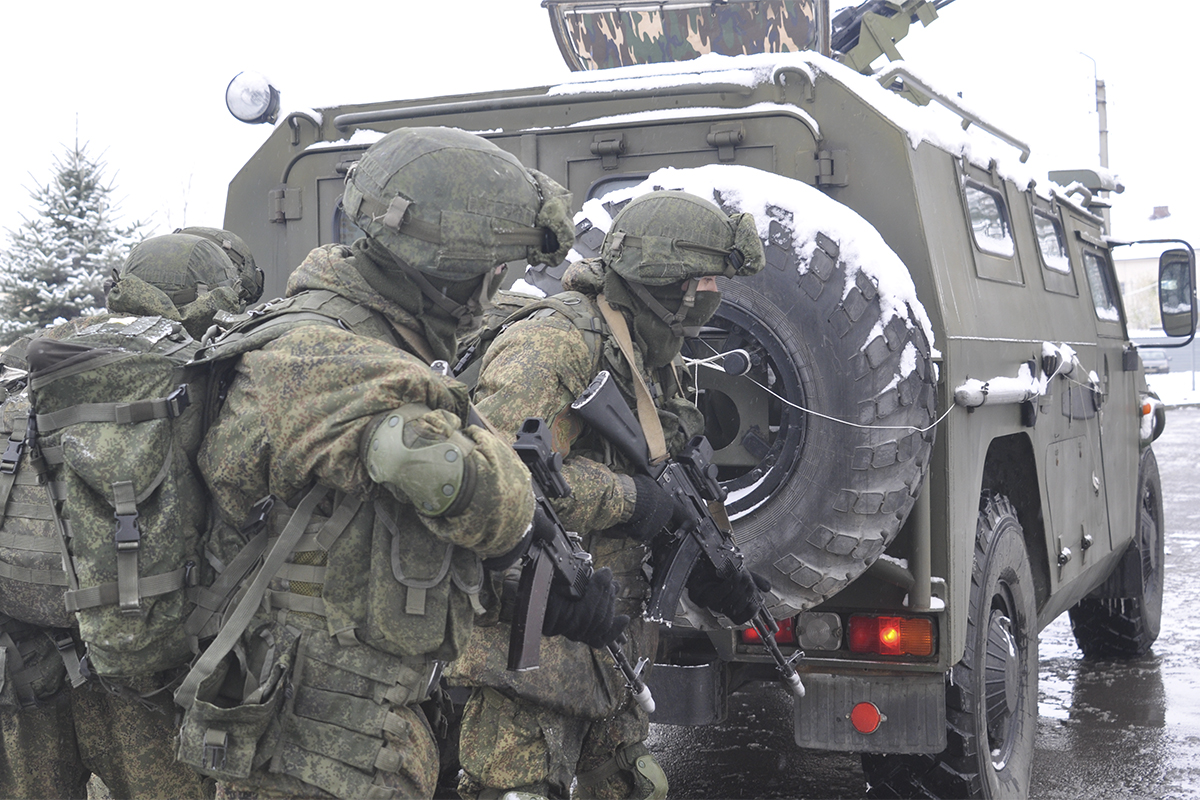
第22近衞獨立特別用途旅的士兵進行反恐演習，攝於2017年